# Bob Fuller
Bob Fuller (* 31. Dezember 1898 in New York City; † unbekannt) war ein US-amerikanischer Blues- und Jazz-Musiker (Klarinette, Alt- und Tenorsaxophon, Komposition).

## Leben und Wirken
Fuller spielte Anfang der 1920er Jahre in der Begleitband von Mamie Smith, den Jazz Hounds („Mean Daddy Blues“, 1922), mit der er auf Tourneen ging. Ab 1924 arbeitete er als Sessionmusiker (Choo Choo Jazzers) für den Produzenten Joe Davis. Er wirkte in diesem Jahrzehnt vorwiegend bei Plattenaufnahmen der Blues-Vokalistinnen Virginia Liston, Helen Gross, Hazel Meyers, Rosa Henderson, Josie Miles und Monette Moore mit, außerdem mit George McClennon. Dabei spielte er u. a. mit Porter Grainger, Charlie Irvis, Cliff Jackson, Louis Metcalf, Bubber Miley und Clarence Williams.
Ab Anfang 1925 nahm Fuller im Trio mit dem Banjospieler Elmer Snowden und dem kanadischen Pianisten Louis Hooper für Ajax und Banner unter eigenem Namen auf (u. a. „Spread Yo’ Stuff“ und „Crossword Puzzle Blues“); weitere Aufnahmen des Trios entstanden 1925/26 unter verschiedenen Bandbezeichnungen wie Three Jolly Jokers für Vocalion („Charleston Clarinet Blues“), Three Hot Eskimos für Pathé („Black Cat Blues“), Three Blues Chasers für Okeh („Lame Duck Blues“), Three Monkey Chasers für Harmony („Corn Bread Wiggle“), The Pennsylvania Syncopators für NML („Dancin’ the Blues“) sowie unter Bob Fullers Namen für Brunswick („Dallas Blues“), Gennett („Freakish Blues“) und Columbia („Grand Opera Blues“). Fuller veröffentlichte auch mehrere Platten unter den Pseudonymen Slim Perkins und Slim Jenkins. Fuller und Hooper schrieben das Material für viele der gemeinsamen Aufnahmen, darunter Titel wie „Uncle Remus Blues“.
In der zweiten Hälfte der 1920er Jahre arbeitete Fuller ferner mit Bessie Smith („Nobody's Blues But Mine“/„I Ain't Got Nobody“), Clara Smith, Maggie Jones, Viola McCoy, Buddy Christian, Mamie Smith, Thomas Morris (als New Orleans Blue Five), Margaret Johnson, Louis Metcalf (als Original Jazz Hounds) und Lizzy Miles. Im Bereich des Jazz war er zwischen 1923 und 1928 an 142 Aufnahmesessions beteiligt. Fuller spielte außerdem in dieser Zeit in Fats Wallers Combo Six Hot Babies. Ende der 1920er Jahre leitete er eine eigene Tanzband, die in der New Yorker 125th Street Dance Hall auftrat. In späteren Jahren verließ er das Musikgeschäft und arbeitete im New York Police Department.

## Diskographische Hinweise
- Rare And Hot! 1923–26 Female Vocals with Accompaniment (Historical Records´, ed. 1967), mit Monette Moore, Hazel Meyers, Rosa Henderson, Lillian Goodner